# Epiphragma (Epiphragma) hirtistylatum
Epiphragma (Epiphragma) hirtistylatum is een tweevleugelige uit de familie steltmuggen (Limoniidae). De soort komt voor in het Neotropisch gebied.